# Thales Fielding
Thales Fielding, né en 1793 et mort le 20 décembre 1837 à Londres, est un peintre anglais du XIXe siècle (aquarelliste et paysagiste). Il fut un proche et ami d'Eugène Delacroix.

## Biographie

### Famille
- Nathan Théodore Fielding (ca 1747- ca 1814), son père peintre et trois frères qui suivent.
- Théodore Henry Adolphus Fielding (1781-1851).
- Antony Vandyke Copley Fielding  (1787-1855).
- Newton Smith Fielding (1799-1856).

### Vie
Il expose pour la première fois à la British Institution en 1816. En 1819, il s'installe au 26 Newmann Street à Londres qui restera son adresse. Il peine à percer, son travail s'apparente trop à celui de son frère ainé Théodore Henry Adolphus Fielding. Son père, deux de ses frères et lui séjournent à Paris vers 1820.
Thales rencontre Eugène Delacroix par l'intermédiaire de Raymond Soulier et se lie d'amitié avec lui. Ils travaillent tous deux en 1824 dans un atelier au 20 Rue du Colombier (devenue Rue Jacob) et y réalisèrent sans doute leurs portraits croisés. C'est avec les frères Fielding que Delacroix s'initie à l'aquarelle, une spécialité anglaise et réalise une Vue de l'atelier de Fielding, conservée à la Galerie Nathan de Zurich. Ils iront ensemble en Angleterre l'année suivante.
En 1829, il entre à la Royal Society of Painting in Water-Colours, puis professe le dessin  à l'Academie militaire de Woolwich. Il expose plusieurs fois  à la Royal Academy.

### Décès
Thales Fielfing meurt le 20 décembre 1837 à son domicile à Londres après quelques heures d'une maladie  fulgurante,

## Représentation et quelques œuvres
- Portrait d'Eugène Delacroix vers 1824 par Thales Fielding, huile sur toile, Musée Eugène Delacoix.
- Portrait de Thales Fielding vers 1824, par Eugène Delacroix, huile sur toile, Musée Eugène Delacroix.
- A view of Saddleback, Cumberland, 1816, exposé à la British Institution.
- Macbeth rencontrant les sorcières sur la bruyère 1824, au Salon de Paris.
- A view of Caerphily Castle, Glamorganshire, 1837, sa dernière œuvre.